# 瓜生野 (宮崎市)
瓜生野（うりゅうの）は、宮崎県宮崎市にある地名。正式には「宮崎市大字瓜生野」となる。郵便番号は880-0044。

## 地理
宮崎県宮崎市の北部に位置し、同県国富町と隣接している。地区内には、市立瓜生野小学校やスーパーマーケットがある。

### 河川
- 大淀川
- 瓜生野川

### 自治会
- 千代ケ崎地区
- 野首地区
- 竹原田地区（野首地区と合わせて野・竹地区と表す場合がある。）
- 浦田地区
- 柏田地区
- 上野地区

### 隣接する町・丁
北方を佐土原町東上那珂、東北方を大字広原、東方を池内町、南東方を上北方、大淀川を挟んで南方を大字跡江・大字有田、西方を大字大瀬町と接する。

## 地名の由来
具体的な由来は不明だが、2つの説があるとされる。
1. 景行天皇がこの地で休息した際に、立派な瓜が実っていることに驚かれ「瓜生える野」と言われたことに由来するとの説。
2. 「瓜生」には、瓜のように曲がった地形と湿地帯の二つの意味がある。かつては野首地区や柏田地区の台地によって大淀川が瓜の形のように弧を描いて流れていたことに由来する説。

## 世帯数と人口
2022年（令和4年）2月1日現在の世帯数と人口は以下の通りである。
| 町丁   | 世帯数    | 人口    |
| ------ | --------- | ------- |
| 瓜生野 | 1,042世帯 | 2,253人 |

## 小・中学校の学区
市立小・中学校に通う場合、学区は以下の通りとなる。
| 番地 | 小学校               | 中学校               |
| ---- | -------------------- | -------------------- |
| 全域 | 宮崎市立瓜生野小学校 | 宮崎市立宮崎北中学校 |

## 交通

### 鉄道
町内に鉄道は通っていない。

### 道路
- 宮崎県道26号宮崎須木線
- 宮崎県道9号宮崎西環状線
- 宮崎県道352号野首麓線

## 施設
- 宮崎市立瓜生野小学校
- 直純寺
- 宮崎瓜生野郵便局

## 災害
2005年の台風14号で瓜生野川が氾濫。柏田地区を中心に広い範囲で冠水した。これを受けて、のちに瓜生野川に2基の排水ポンプが設置された。
2018年の台風24号でも2005年と同様の地域で冠水が発生。排水ポンプの2基のうち、1基に木製の小舟が詰まり、5時間にわたって機能しなかった。

## 出身者
- 吉原馬雀(落語家)
- Mr.バニー(テレビディレクター、ローカルタレント、ラジオパーソナリティ)